# Детската лига
„Детската лига“ (на английски: Kiddie League) е американски анимационен филм от 1959 година от поредицата за Уди Кълвача, създадена от Уолтър Ланц.

## Сюжет
Бейзболният отбор на Уди Кълвача, състезаващ се в детската лига, достига до финала за титлата срещу тима на „Бъбъл Гъмърс“. Уди прибягва до всякакви ексцентрични лудории за да обърка играта и да даде предимство на своя тим. Той успява дори да предизвика скандал между феновете и съдията. Естествено накрая неговият отбор печели трофея.

## В ролите
Персонажите във филма са озвучени с гласовете на:
- Грейс Стафорд като Уди Кълвача

## Интересни факти
В „Детската лига“ е една от първите появи в поредицата на персонажа инспектор Уилоуби, превъплътен тук като бейзболен съдия.